# Húsavík
Húsavík (hrv. zaljev kuća) je gradić na istočnoj obali zaljeva Skjálfandi u općini Norðurþing u sjevernom Islandu. Popularno nazvan glavnim gradom Europe za promatranje kitova. 
Osim ribarstva i trgovine, turizam je jedna od glavnih grana privrede pa grad tako svake godine posjeti preko 100 000 turista. 
Húsavík se prema zapisima u Landnámabóku (knjiga naseljavanja) smatra najstarijim islandskim naseljem. Ima blizu 2300 stanovnika (2010.).

## Povijest
Šveđanin Gardar Svavarsson (isl. Garðar Svavarsson) je bio prvi čovjek koji je otkrio da je Island otok oplovivši ga. Proveo je jednu zimu u Húsavíku godine 870., četiri godine prije nego što je naseljenik Ingólfur Arnarson došao na Island. Dok su boravili tamo, čovjek po imenu Náttfari (hrv. noćni šetač) i još dvoje robova su pobjegli Gardaru i sagradili kuću u dolini u blizini Húsavíka. No, zbog toga što je njegovo naselje bilo preskromno ili zato što nije bio plemenite krvi, Náttfari se nikada nije smatrao prvim naseljenikom.
Gardar je otok je nazvao Garðarshólmi (hrv. Gardarov otok), te se to ime još neko vrijeme i koristilo kao naziv tog udaljenog otoka, a po kućama koje su on i njegovi ljudi sagradili kako bi prezimili je naselje i dobilo ime.

## Turizam
Izuzetno popularno mjesto polaska brodova za promatranje kitova u zaljevu Skjálfandi, gdje se između ostalog mogu vidjeti kljunasti kit (Balaenoptera acutorostrata), grbavi kit (Megaptera novaeangliae), plavetni kit (Balaenoptera musculus), orke ili kitovi ubojice (Orcinus orca), te još nekoliko vrsta kitova, dupina i tuljana. 
U neposrednoj blizini luke nalazi se impresivni Muzej kitova (isl. Hvalasafnið á Húsavik) osnovan 1997. 
Zanimanje budi i Islandski falusni muzej (isl. Hið Íslenzka Reðasafn), koji je prije bio u Reykjavíku.
U samom centru se nalazi i jedna od ljepših drvenih crkava na Islandu sagrađena 2. lipnja 1907. godine prema nacrtima islandskog arhitekta Rögnvaldura Ólafssona.